# 电梯 (短片)
《电梯》（西班牙語：Ascensor）是一部1978年的西班牙短片，由托馬斯·穆尼奧斯執導。入圍第28屆柏林國際電影節，並獲得金熊奖。

## 剧情
四個陌生人被困在電梯裡。

## 演员
- 阿曼多·阿圭爾
- 安東尼奧·拉臘
- 米格爾·蒙喬
- 瑪莉亞·路易薩·奧利維達
- 胡安·蘇巴特利亞